# 10 Saski Pułk Łączności
10 Saski Pułk Łączności – jednostka wojsk łączności podległa dowódcy Śląskiego Okręgu Wojskowego. 
Jednostka Wojskowa nr 1798

## Formowanie i zmiany organizacyjne
Pułk sformowano w październiku 1950 we Wrocławiu na bazie rozformowanego 10 Szkolnego Pułku Telefoniczno-Telegraficznego ze Zgierza. Początkowo pułk stacjonował w koszarach przy ul. Sołtysowickiej. W 1971 pułk przeniesiono do Leśnicy peryferyjnego osiedla Wrocławia. 
Pułk zabezpieczał łączność dla dowództwa Śląskiego Okręgu Wojskowego, a na wypadek wojny powoływanej na bazie jednostek okręgu 2 Armii Ogólnowojskowej.
W czerwcu 1994 r. pułk przeformowano na 10 Pułk Dowodzenia.

## Tradycje
W 1963 pułk przejął tradycje 10 Batalionu Łączności znajdującego się w okresie II wojny światowej w składzie 2 Armii Wojska Polskiego. Za udział w walkach na terenie Dolnej Saksonii batalion uzyskał w sierpniu 1948 wyróżniającą nazwę „Saski”. 

## Sztandar
Pułk przejął sztandar po 10 Szkolnym Pułku Telefoniczno-Telegraficznym. W 1958 r. pułk otrzymał nowy sztandar ufundowany przez społeczeństwo Wrocławia. 

## Struktura organizacyjna (1956)
- dowództwo i sztab
- 1 batalion dowodzenia 
  - kompania telegraficzno-telefoniczna
  - kompania radiowa
  - pluton radioliniowy
  - pluton ruchomych środków łączności
- 2 batalion dowodzenia (j.w. bez plutonu radioliniowego)
- kompania łączności zapasowego stanowiska dowodzenia
- kompania dowodzenia tyłowego rzutu dowodzenia
- szkoła podoficerska
- pluton remontowy
- pluton transportowo-gospodarczy

## Dowódcy pułku
- ppłk Zygmunt Dąbrowski (1950–1952)
- ppłk Józef Pawenta (1952–1955)
- mjr Michał Mazurkiewicz (1955–1957)
- ppłk Stanisław Różycki (1957)
- ppłk Edward Kulpiński (1957–1967)
- płk Mieczysław Białek (1967–1968)
- ppłk Józef Glubiak (1968–1974)
- ppłk Franciszek Mierzwiak (1974–1976)
- mjr Heliodor Wacławik (1977–1979)
- płk dypl. Aleksander Kubera (1979–1983)
- ppłk Kazimierz Markowicz (1983–1988)
- płk dypl. Jerzy Dymczyk (1988–1993)